# Papiro 81
El Papiro 81 (en la numeración Gregory-Aland) designado como {\displaystyle {\mathfrak {P}}}81, es una copia antigua de una parte del Nuevo Testamento en griego. Es un manuscrito en papiro de la Primera epístola de Pedro y contiene la parte de Pedro 2:20-3:1,4-12. Ha sido asignado paleográficamente al siglo IV.
El texto griego de este códice es un representante del Tipo textual alejandrino, también conocido neutral o egipcio. Kurt Aland la designó a la Categoría II de los manuscritos del Nuevo Testamento.
Este documento se encuentra en la propiedad S. Daris (N.º 20), en Trieste.